# 大島央照
大島 央照（おおしま ちあき、Chiaki Oshima 1977年11月30日 - ）は、日本の女優、カメラマン、モデル。京都府出身。京都芸術短期大学卒業。

## 概要
高校の美術コースを卒業後、京都芸術短期大学ビジュアルデザインコースに進学。1998年に大学を卒業して上京。モデル活動をしながら、PALETTE CLUB SCHOOL写真コースに通い、2000年に卒業した。2002年には、ミスユニバースのセミファイナリストとして日本大会に出場。2004年に『John and Jane Doe』に出演し、以後女優としての活動を始める。
2016年、西内ひろの写真集『＃PASSPORT BOOK vol,1 inCUBA.』 をクラウドファンディングを利用し、作成した。

## 作品

### 写真集
- 『遠い渚』（被写体：市道真央、イーネット・フロンティア、2011年、ISBN 978-4862058362）
- 『＃PASSPORT BOOK vol,1 inCUBA.』 （被写体：西内ひろ、ラッキーカムカム、2016年、ISBN 978-4907301323）

- 『#PASSPORT BOOK vol.2 IN GREECE』 （被写体：西内ひろ）

### 映画
特に脚注のないものはAllcinema及びIMDbによる。
- 『John and Jane Doe』（2004年）
- 『晩夏/TARDAESTATE』（2010年、ティラナ国際映画祭（英語版）Public Award[5]）- 主演・紀子役
- 『Yuki』（未公開）- 主演女優兼制作補